# Campeón de Campeones 1942-43
El Campeón de Campeones 1942-43 fue la II edición del Campeón de Campeones que enfrentó al campeón de la Liga 1942-43: Marte y al campeón de la Copa México 1942-43: Moctezuma.
El título se jugó a partido único realizado en el Parque Asturias de la Ciudad de México. Al final de éste, el Marte consiguió adjudicarse por primera vez en su historia este trofeo.

## Participantes
| Marte     |  |  |  | Campeón de la Primera División de México (1942-43) |
| Moctezuma |  |  |  | Campeón de la Copa México (1942-43)                |

## El partido
| 26 de septiembre de 1943 | Marte       | 1:0 (0:0) | Moctezuma | Parque Asturias, Ciudad de México |                        |
|                          | Mendoza 88' |           |           | Árbitro(s): Blat Garay            | Árbitro(s): Blat Garay |

| Campeón de Campeones 1942-43 |
| ---------------------------- |
|                              |
| Marte                        |
| 1° Título                    |